# Monte Rufeno
Il Monte Rufeno è una montagna nel comune di Acquapendente in provincia di Viterbo, in posizione dominante sulla via Francigena.
Il monte si trova all'interno della Riserva naturale Monte Rufeno tra Lazio, Umbria e Toscana.